# Mála molitvena kniga
Mála molitvena kniga (Mali molitvenik) je prekmursko-madžarski dvojezični katoliški molitvenik, ki ga je napisal 1900 martjanski učitelj in kantor Jožef Pustaj. Knjiga je namenjena slovenski (prekmurski) mladini.
Knjiga se deli na dva dela: Molítvi in Peszmi. Nekatere od teh molitev in pesmi se pojavijo že v veliki Pustajevi pesmarici Krscsánszko katholicsánszke cerkvene peszmi (1893).
Knjigo je izdal Béla Wellisch v Monoštru.
| Prekmurska verzija | Madžarska verzija |
| --- | --- |
| Kyrie. Idem v tvojo szvéto cérkev, Oh Goszpód! pred tvoj oltár, Tü szo szami zláti sztebri, Tü tvoj trónus, dám Ti dár; Pred Tebom sze manizávam, Velki grejsnik omedlejvam, Z dühom gorécsega díma, Gospód tebi áldov dám. Gloria. Salamon králeszko cérkev, Zídao, tó je lepota, Tam je sztálno meszto mejla, Skrinya méra Bozsega; Zagrádo je z lepotami, Z lanci vsze pozlacsenimi, Kerubimi szo lepsali, Z szvojimi perótami. | Kyrie. Bemegyek szent templomodba, Uram szent oltárodhoz, Az arany oszlopok között, Királyi trónusodhoz; Szined előtt leborulok, Szegény bűnös elájulok, Égő füstnek illatjával, Uram! neked udvarlok. Gloria. Salamon király templomot, Épített Fölségednek, Melyben lakóhelye vagyon, Békesség szekrényének; Bekeríté kárpitokkal, Megaranyozott lánczokkal, Kerubimok ékesíték, Kiterjesztett szárnyokkal. |